# Chlorodrepana secunda
Chlorodrepana secunda es una especie de polilla de reciente descubrimiento de la familia Geometridae. La especie fue descrita por primera vez por Timm Karisch habiendo sido descrita en 2020 con distribución en Uganda.